# Прогресс МС-31
«Прогресс МС-31» (№ 461) — космический транспортный грузовой корабль серии «Прогресс», запуск которого состоялся 3 июля 2025 года с помощью ракеты-носителя «Союз-2.1а» со стартового комплекса «Восток» (Площадка 31) космодрома Байконур по программе 92-й миссии снабжения Международной космической станции. Это 184-й полёт космического корабля серии «Прогресс» (из них 95 — к МКС).

## Подготовка к запуску
14 марта 2025 года после завершения заводских контрольных испытаний в Ракетно-космической корпорации «Энергия» имени С. П. Королёва грузовой корабль «Прогресс МС-31» был отправлен из города Королёва. 18 марта корабль был доставлен на космодром Байконур.
30 июня проведена общая сборка ракеты космического назначения «Союз-2.1а» с грузовым кораблём «Прогресс МС-31» и 1 июля состоялся вывоз ракеты-носителя на стартовый комплекс 31-й площадки космодрома Байконур. На ракету «Союз-2.1а», предназначенную для запуска корабля «Прогресс МС-31», нанесены изображения, посвящённые 50-летию советско-американской миссии «Союз-Аполлон». Ракета-носитель «Союз-2.1а» изготовлена Ракетно-космическим центром «Прогресс», корабль «Прогресс МС-31» — Ракетно-космической корпорацией «Энергия» имени С.П. Королёва.

## Полёт
3 июля 2025 года в 22.32.40 по московскому времени со стартового комплекса 31-й площадки космодрома Байконур произведён пуск ракеты-носителя «Союз-2.1а» с грузовым кораблём «Прогресс МС-31». Выведение «Прогресса МС-31» на заданную орбиту, его отделение от третьей ступени ракеты, раскрытие антенн и панелей солнечных батарей корабля прошли в штатном режиме.

## Груз
Масса доставляемого груза около 2625 кг, включая:
- 950 кг топлива для дозаправки станции,
- 420 кг питьевой воды,
- 50 кг сжатого азота для пополнения атмосферы МКС,
- 1205 кг кг аппаратуры и оборудования для систем станции, укладок для научных экспериментов, одежды, питания, медицинских и санитарно-гигиенических средств для экипажа 72-й длительной экспедиции[3].

Среди грузов также оборудование для научных экспериментов «Виртуал», «Биодеградация», «Фуллерен», «Биополимер», «Импульс» и «Мираж».

## Стыковка
Стыковка корабля «Прогресс МС-31» к малому исследовательскому модулю «Поиск» российского сегмента Международной космической станции произошла в 00:25 по московскому времени в автоматическом режиме.